# Bruchela suturalis
Bruchela suturalis – gatunek chrząszcza z rodziny kobielatkowatych i podrodziny Urodontinae.

## Morfologia
Chrząszcz o ciele długości od 2 do 3 mm, ubarwionym czarno z wyjątkiem elementów czułków i odnóży. Czułki są czerwone lub jasnożółte z wyjątkiem ich członów pierwszego i pięciu wierzchołkowych. Przednia para odnóży ma golenie i trzy początkowe człony stóp żółtoczerwone lub czerwonawe, natomiast pozostałe części odnóży są czarne, miejscami brunatnoczarne. Opisano także aberrację barwną angularis o odnóżach środkowej i tylnej pary czerwonawych. Zarówno wierzch jak i spód ciała gęsto porastają białawe włoski łuskowatego kształtu, przy czym wierzchnie są węższe niż u B. rufipes. Głowa zaopatrzona jest w przeciętnych rozmiarów wyłupiaste oczy, których kształt jest prawie okrągły w widoku bocznym i nieco nerkowaty patrząc od góry. Przedplecze jest tak szerokie jak długie i ma zarys dzwonkowaty: przedni jego brzeg jest przewężony, boczne zaokrąglone i ku przodowi zwężone, zaś tylny wyciągnięty ku tyłowi i tam zaokrąglony. Boki przedplecza, w tym jego kąty tylne, a także episternity i epimeryty porasta szerokie pasmo białych włosków. Pokrywy są nieznacznie dłuższe niż w barkach szerokie, o bokach prawie równoległych, przy szwie z szeroką kontrastującą z resztą owłosienia przepaską białej barwy. Na pygidium widnieje szeroka, ale płytka bruzda zanikająca w jego tylnej połowie. Dymorfizm płciowy przejawia się w budowie piątego (ostatniego) z widocznych sternitów odwłoka: u samca ma on obrzeżone miejscami ząbkowanymi krawędziami zagłębienie, a u samicy brak jest na nim zagłębienia.

## Ekologia i występowanie
Owad ten jest monofagiem związanym z rezedą żółtawą. Owady dorosłe żerują na kwiatach i liściach rośliny żywicielskiej. Larwy z kolei odbywają rozwój w jej torebkach nasiennych, gdzie żerują na nasionach.
Gatunek znany z Hiszpanii, Francji, Austrii, Włoch, Niemiec, Polski, Czech, Słowacji, Węgier, południowej Rosji, Rumunii, Serbii, Bułgarii, Grecji, Afryki Północnej i Azji Mniejszej. W Polsce odnotowany został na nielicznych stanowiskach w południowej części kraju. Na „Czerwonej liście chrząszczy województwa śląskiego” umieszczony jest jako gatunek zagrożony najmniejszej troski (LC).